# کماجین
کماجین، روستایی از توابع بخش مرکزی شهرستان ابهر در استان زنجان ایران است.

## جمعیت
این روستا در دهستان حومه قرار دارد و براساس سرشماری مرکز آمار ایران در سال ۱۳۸۵، جمعیت آن ۲۰ نفر (۶خانوار) بوده‌است.
کماجین یک روستای ییلاقی بوده و از قدیمی ترین روستا های استان زنجان میباشد،در مرکز این روستا یک کوه قرار دارد،این کوه که بلند ترین کوه منطقه است به زبان مردم منطقه قلعه نامیده میشود.